# Carlos Santander Estrada
Carlos Américo Santander Estrada fue un político peruano. 
Fue elegido diputado por el departamento del Cusco en 1980 en las elecciones generales de ese año en las que salió elegido como presidente del Perú por segunda vez el arquitecto Fernando Belaúnde Terry.